# Джордж Філліпс Бонд
Джордж Філліпс Бонд (англ. George Phillips Bond; 20 травня 1825, Дорчестер, Массачусетс, США — 17 лютого 1865) — американський астроном, син засновника Гарвардської обсерваторії Вільяма Кренч Бонда.

## Біографічні відомості
1845 року закінчив Гарвардський університет. Працював у Гарвардській обсерваторії (з 1859 року — директор), з 1859-го — професор астрономії Гарвардського університету.
16 вересня 1848 року разом із батьком відкрив восьмий супутник Сатурна — Гіперіон (18 вересня його відкрив Вільям Ласселл) і крепове кільце Сатурна (1850), здійснив перші успішні експерименти із застосування фотографії в астрономії (1847—1851), отримав першу фотографію (дагеротип) зорі Вега (16 липня 1850 року).
Досліджував комету Донаті (1858), туманність Оріона, Стожари і подвійні зорі. 1857 року почав використовувати мокрі колоїдні емульсії. Першим використав фотографію для вимірювання блиску зір і 1858 року запропонував за розміром зображення зірки на фотопластині визначати її зоряну величину.
Відкрив 11 нових комет, досліджував збурення кометних орбіт. Розробляв теорію будови кілець Сатурна. 1860 року виконав фундаментальні дослідження з визначення відносної яскравості Сонця, Місяця і Юпітера.
Запровадив поняття (1861) сферичного альбедо («Бондівське альбедо») як частки відбитого планетою сонячного випромінювання.
Помер від туберкульозу.
На його честь названо астероїд 767 Бондія.

## Визнання
- Золота медаль Королівського астрономічного товариства